# Kasīk
För fågelsläktet kasik se Cacicus.
Kasīk (persiska: كسيک, كاسك) är en ort i Iran.   Den ligger i provinsen Zanjan, i den nordvästra delen av landet, 270 km väster om huvudstaden Teheran. Kasīk ligger 1 673 meter över havet och antalet invånare är 530.
Terrängen runt Kasīk är platt åt sydväst, men åt nordost är den kuperad. Terrängen runt Kasīk sluttar västerut.Runt Kasīk är det ganska glesbefolkat, med 34 invånare per kvadratkilometer. Närmaste större samhälle är Sohrevard, 14,0 km norr om Kasīk. Trakten runt Kasīk består i huvudsak av gräsmarker.